# Pan-Am-Flug 1-10
Der Pan-Am-Flug 1-10 (Flugnummer: PA 1-10, Funkrufzeichen: CLIPPER 1-10) war ein interkontinentaler Linienflug der Pan American World Airways, der in San Francisco begonnen hatte und mit der verunfallten Maschine ab Kalkutta weitergeflogen wurde, wobei weitere Zwischenstopps in Damaskus, Istanbul, Brüssel, London, Shannon und Gander durchgeführt werden sollten, ehe die Maschine in New York landen sollte. Am 15. April 1948 wurde dieser Flug mit einer Lockheed L-049-51-26 Constellation durchgeführt. Im Anflug auf den Flughafen Shannon wurde die Maschine dabei noch vor Erreichen der Landebahn ins Gelände geflogen, wobei 30 Insassen starben und nur ein Passagier leichtverletzt überlebte.

## Maschine
Die Maschine war eine Lockheed L-049 Constellation mit der Werknummer 2058, die im Jahr 1946 gebaut und am 25. April 1946 neu an die Pan American World Airways (Pan Am) ausgeliefert worden war. Die Fluggesellschaft ließ die Maschine mit dem Luftfahrzeugkennzeichen NC88858 zu und gab ihr den Taufnamen Clipper Empress of the Skies. Das viermotorige Langstreckenflugzeug war mit vier luftgekühlten 18-Zylinder-Doppelsternmotoren vom Typ Wright R-3350-745C18BA-1 ausgerüstet, die jeweils eine Leistung von 2.200 PS (1.600 kW) hatten und mit Propellern von Hamilton Standard bestückt waren. Zum Zeitpunkt des Unfalls hatte die Maschine eine kumulierte Betriebsleistung von 3.861 Betriebsstunden.
Die Maschine war am 18. Juni auf dem ersten Abschnitt des Pan-Am-Fluges 100, eines Transatlantikfluges vom LaGuardia Airport in New York City nach London mit Zwischenstopps in Shannon und Gander, bereits in einen schweren Zwischenfall verwickelt. Hierbei entwickelte sich im Flug ein Brand an Triebwerk Nr. 4 (rechts außen), nachdem aufgrund gebrochener Hydraulikleitungen Hydraulikflüssigkeit entwich und sich entzündete. Die Piloten kehrten daraufhin mit der Maschine um, in der Absicht, auf dem Bradley International Airport in Hartford, Connecticut, zu landen. Das Triebwerk riss schließlich von der Tragfläche ab und fiel zu Boden. Die Piloten beschlossen daraufhin, nicht bis nach Hartford weiterzufliegen, sondern die Maschine auf dem Windham Airport in Willmantic, Connecticut zu landen. Während des Anfluges stellte sich heraus, dass sich das Fahrwerk nicht ausfahren ließ. Der Kapitän führte daraufhin eine Bauchlandung durch. Alle 42 Insassen überlebten den Zwischenfall.
Die Maschine löste auf dem Flug ein anderes Flugzeug der Pan Am ab und startete am 13. April vom Flughafen Kalkutta zum Weiterflug.

## Insassen
Den Flug auf dem betroffenen Flugabschnitt hatten 21 Passagiere angetreten, es befanden sich zehn Besatzungsmitglieder an Bord. Flugkapitän war der 34-jährige F. C. Jakel; er gehörte der Pan Am seit dem 5. Mai 1941 an. Seine kumulierte Flugerfahrung belief sich auf 6.230 Flugstunden, wovon 1.564 Flugstunden auf die Lockheed Constellation entfielen. Erster Offizier war der
27-jährige C. M. Henson. Er gehörte der Pan Am seit dem 23. Dezember 1942 an. Seine kumulierte Flugerfahrung belief sich auf 3.310 Flugstunden,
wovon 956 Stunden auf die Lockheed Constellation entfielen. Zweiter Offizier und Navigator war der 28-jährige E. G. Wallace, der seinen Dienst bei der Pan Am erstmals am 25. Juni 1945 angetreten hatte. Er verfügte über 2.288 Stunden Flugerfahrung, von denen 1.361 Flugstunden auf die Lockheed Constellation entfielen. Der 29-jährige Dritte Offizier H. R. LeBlanc gehörte Pan Am seit dem 30. Oktober 1946 an und hatte von seinen 3.566 Stunden Flugerfahrung 1.020 Flugstunden in der Lockheed Constellation abgeleistet.

## Unfallhergang
Der Flug verlief bis zum Anflug auf Brüssel ohne besondere Vorkommnisse. Während der Landung fiel die Neonbeleuchtung auf der linken Cockpitseite aus, wo Flugkapitän Jakel saß. Da die einzige weitere Beleuchtung in diesem Bereich eine Kartenleselampe war, die auf den Radiokompass gerichtet war, waren die Cockpitinstrumente fortan aufgrund der unzureichenden Beleuchtung während des nächtlichen Fluges nicht ablesbar. Die Piloten landeten die Maschine auf dem Flughafen Brüssel-Zaventem, ohne die Instrumente im Blick zu haben. Nach der Landung wurde eine Funktionsprüfung der Innenbeleuchtung durchgeführt, die nun jedoch wieder einwandfrei zu funktionieren schien. Die Maschine startete zum Weiterflug nach London, auf dem die Neonbeleuchtung wenig später wieder ausfiel. Nach der Zwischenlandung in London wurde die Maschine von Mechanikern inspiziert. Hierbei wurde der Fehler in der elektrischen Anlage entdeckt, der zum Ausfall der Beleuchtung geführt hatte, er konnte jedoch aufgrund nicht verfügbarer Ersatzteile vor Ort nicht behoben werden.
Die Maschine startete um 0:35 Uhr vom Flughafen London-Heathrow zum Weiterflug in Richtung Shannon. Um 1:59 Uhr meldeten die Piloten der Flugsicherung in Shannon, dass sie sich am Knotenpunkt Limerick befanden. Die Maschine erhielt um 2:10 Uhr morgens die Freigabe zur Landung auf Landebahn 23, die Piloten meldeten jedoch zehn Minuten später einen Fehlanflug. Nachdem die Maschine eine zweite Landefreigabe erhalten hatte, prallte sie während des zweiten Anfluges 725 Meter vor der Landebahn gegen einen Steinzaun. Die Maschine riss beim Aufprall auseinander – das Fahrwerk und alle vier Triebwerke wurden abgeschert und der Rumpf brach in drei Teile. Die Maschine rutschte nach dem Aufprall 180 Meter weit und geriet in Brand.

## Opfer und Überlebender
Bei dem Unfall und dem anschließenden Brand kamen die zehnköpfige Besatzung und 20 Passagiere ums Leben, nur der Passagier Mark Worst, ein Mitarbeiter der Lockheed Aircraft Company, überlebte leicht verletzt. Er hatte bei dem Unfall Schürf- und Brandwunden erlitten. Er berichtete – noch benommen vom Aufprall –, dass er jedoch in der Lage gewesen zu sein, aufzustehen und von der Unfallstelle wegzutaumeln. Worsts Frau, die am Flughafen auf die Ankunft ihres Mannes wartete, habe beobachtet, wie nach dem Unfall eine Person von dem Wrack wegtaumelte, zu diesem Zeitpunkt sei ihr jedoch nicht bewusst gewesen, dass es sich bei der Person um ihren Ehemann handelte.

## Ursache
Das Civil Aeronautics Board übernahm nach dem Unfall die Ermittlungen zur Unfallursache. Der Flughafen Shannon hatte vor dem Unfall einen Brand des Instrumentenlandesystems (ILS) gemeldet, die Brandschäden waren jedoch beim Anflug der Constellation bereits behoben und das ILS war voll funktionsfähig.
Die Ermittler sahen den Anflug im Instrumentenflug, der in einer zu geringen Höhe ausgeführt wurde, um Hindernisse vor der Landebahnschwelle zu überfliegen, als unfallursächlich an. Als möglichen beitragenden Faktor gaben die Ermittler den Ausfall der Cockpitbeleuchtung auf der Seite des Flugkapitäns an.